# Geschichte des Raben und der Schlange
Die Geschichte des Raben und der Schlange ist ein orientalisches Märchen aus den Geschichten aus Tausendundeiner Nacht. Es ist in der Arabian Nights Encyclopedia als ANE 240 gelistet. Sie ist als Schachtelgeschichte Teil der größeren Geschichte des Königs Kalad und seines Wesirs Schimas.
Die Kurzgeschichte enthält die Lehre, dass man erdulden muss, was das Schicksal einem vorherbestimmt hat.

## Handlung
Einst wohnte ein Rabe mit seiner Gefährtin auf einem Baum. Als der Sommer kam und sie Junge ausbrüteten, schlich eine Schlange den Baum hinauf und legte sich in das Nest des Raben, wo sie den ganzen Sommer verbrachte. Die Raben warteten, bis sie das Nest wieder verließ, worauf der Rabe zu seiner Gefährtin sagte, dass man Gott danken solle. Auch wenn man dieses Jahr keine Jungen habe ausbrüten können, sei man doch gesund und könne einen neuen Versuch im nächsten Jahr beginnen. Als der nächste Sommer jedoch kam und die Schlange wieder in das Nest der Raben kriechen wollte, stieß ein Raubvogel vom Himmel herab und biss ihr in den Kopf. Die Schlange fiel ohnmächtig vom Baum, wo Ameisen sogleich begannen, sich in ihre Wunde zu setzen und sie aufzufressen. Die Raben hingegen lebten nun ungestört, brüteten ihre Eier aus und priesen ihren Schöpfer.

## Hintergrund
Die Geschichte findet sich in den frühen arabischen Druckausgaben von Tausendundeine Nacht aus dem 19. Jahrhundert unter anderem in der Kalkutta-II-Edition, aus der Richard Francis Burton und Enno Littmann sie in ihre Sammlungen aufnahmen.

## Ausgaben
- Gustav Weil: Tausend und eine Nacht – Arabische Erzählungen, Karl Müller Verlag, Erlangen 1984 (Originalausgabe 1839), Band 4, S. 12f.
- Enno Littmann: Die Erzählungen aus den tausendundein Nächten, Insel Verlag, Frankfurt 1968, Band 6, S. 24–25.